# クロライチョウ

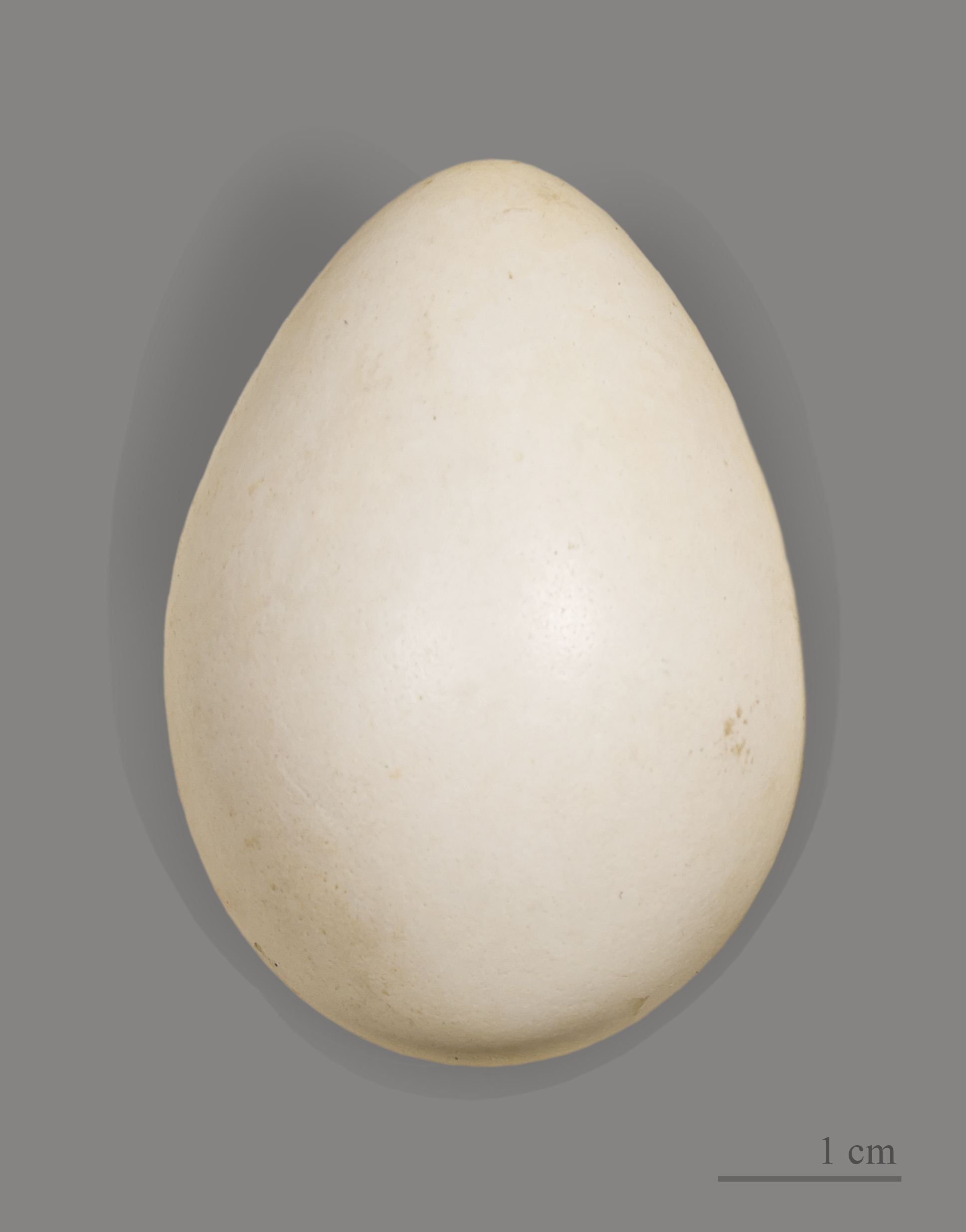
Lyrurus tetrix tetrix

クロライチョウ （黒雷鳥、学名：Tetrao tetrix）は、キジ目ライチョウ科に分類される鳥類の一種。

## 分布
極地を含むユーラシア大陸北部に分布する。

## 形態
全長オス55cm、メス43cm。体型は典型的なライチョウ類のそれで、丸っこい体型と太い嘴、頑丈な肢を持つ。雌雄異型で、オスは全身が青っぽい黒を呈し（名前の由来）、独特の形状を為す尾羽、純白の下尾筒、目の上に赤い皮膚の裸出がある。メスは全体的に赤っぽい褐色。

## 生態
林縁や藪地に棲息する。採食は地上で行うが、寝る時は樹上に上がる。雑食性で特に木の芽を好んで食べ、夏には昆虫なども摂食する。繁殖期には一定の場所（レック）に多数のオスが集まり、尾羽を広げて誇示するディスプレイを行い、メスを誘う。オスは人間のいびきのような太い声で鳴く。

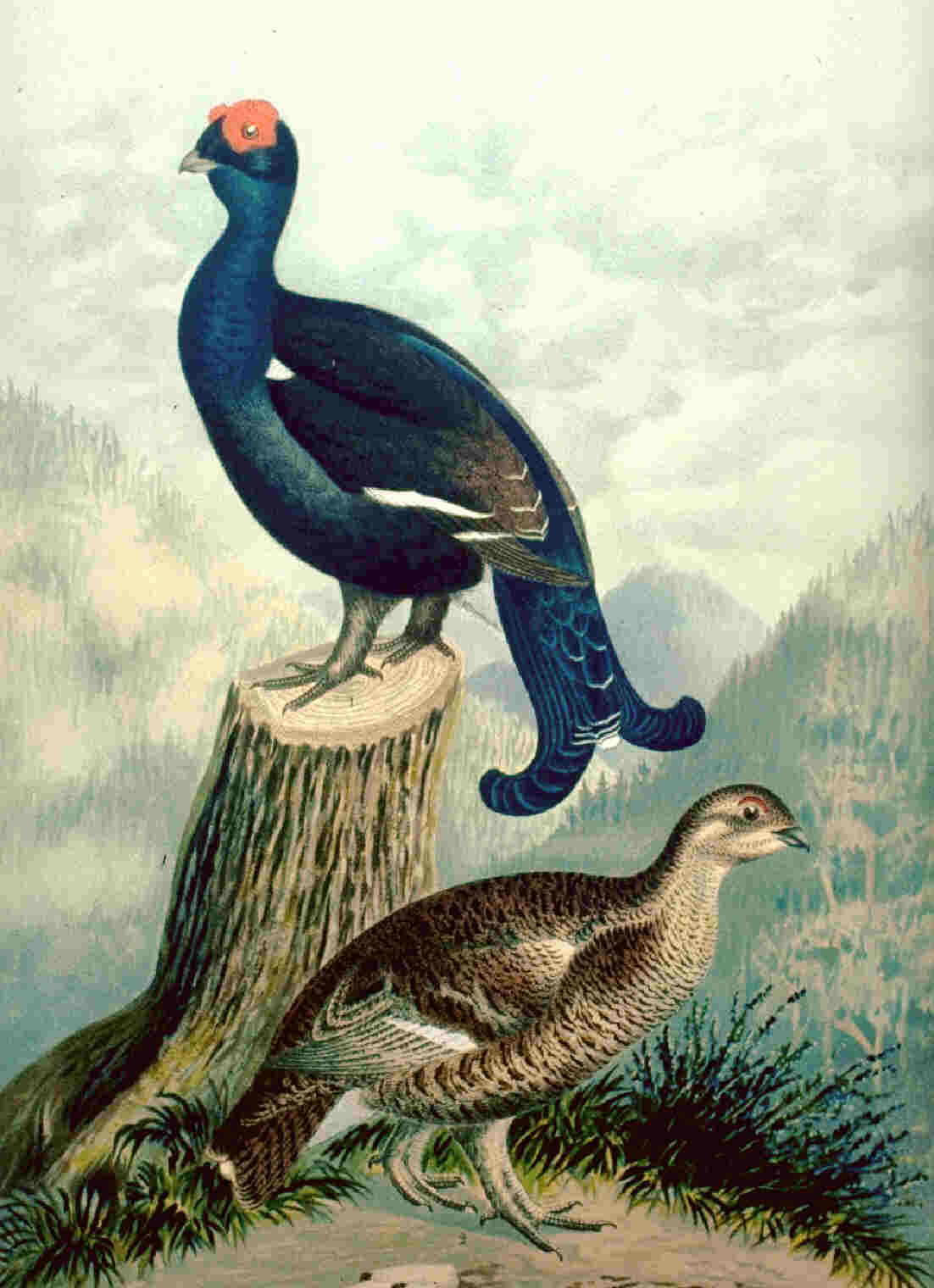
クロライチョウ Tetrao tetrix

一部地域で、キジとの雑種の報告がある。